# Die Drei von der Müllabfuhr
Die Drei von der Müllabfuhr ist eine Fernsehfilmreihe der ARD, die seit März 2019 in unregelmäßigen Abständen auf dem ARD-Sendeplatz Endlich Freitag im Ersten ausgestrahlt wird.

## Inhalt
Die Fernsehreihe handelt von dem bei der Berliner Müllabfuhr arbeitenden Trio Werner Träsch, Ralle Schieber und Tarik Büyüktürk, den drei Männern, die die titeltragenden „Drei von der Müllabfuhr“ sind. Werner Träsch, der Chef unter den Müllmännern, ist Witwer, Vater einer Tochter und auch bereits Opa. Er pflegt eine Beziehung mit Gabi „Späti“ Hertz, der Betreiberin eines Imbisses. Ralle ist der Fahrer des Müllautos und eigentlich studierter Mathematiker. Er ist verheiratet, aber kinderlos.
Tarik ist ledig und wohnt anfangs mit Ralle zusammen auf einem alten Schiff und ist mit Werners Tochter Annika befreundet. 
Das Trio geht seiner Arbeit mit Leidenschaft und großer Sorgfalt nach. Ein Herz haben die drei Männer auch für die  Menschen in ihrer Umgebung, um die sie sich kümmern und für die sie sich auch schon mal in Situationen begeben, um zu helfen. Träsch, Schieber und Büyüktürk sind nicht nur große Fans von Oldie-Musik, sondern auch richtig gute Arbeitskollegen. Das Trio löst sich jedoch auf, als Ralle Vater wird und sich entschließt, fortan als Hausmann und Papa zu fungieren. Somit kommt ein neuer Kollege: Matthias Krüger ein ehemaliger Pfarrer, der schon bald den Spitznamen „Motte“ bekommt.

## Besetzung
| Schauspieler        | Rollenname              | Position                         | Episoden      | Zeitraum  |
| ------------------- | ----------------------- | -------------------------------- | ------------- | --------- |
| Uwe Ochsenknecht    | Werner Träsch           | Müllmann                         | 1–            | seit 2019 |
| Jörn Hentschel      | Ralle Schieber          | Müllmann                         | 1–11          | 2019–2025 |
| Daniel Rodic        | Tarik Büyüktürk         | Müllmann                         | 1–2           | 2019      |
| Aram Arami          | Tarik Büyüktürk         | Müllmann                         | 3–            | seit 2020 |
| Rainer Strecker     | Rüdiger Dorn            | Vorgesetzter der drei Müllmänner | 1–            | seit 2019 |
| Adelheid Kleineidam | Gabi „Späti“ Hertz      | Freundin von Werner              | 1–            | seit 2019 |
| Laura Louisa Garde  | Annika Träsch           | Tochter von Werner               | 1–            | seit 2019 |
| Martin Glade        | Gerald „Gerry“          | Disponent                        | 1–            | seit 2019 |
| Frank Kessler       | „Specki“                | Müllmann                         | 1–            | seit 2019 |
| Axel Werner         | Kowalski                | pensionierter Kollege von Werner | 1–6, 8–10, 12 | seit 2019 |
| Marc Oliver Schulze | Matthias „Motte“ Krüger | Müllmann                         | 11–           | seit 2025 |

## Episodenliste
| Nr. | Originaltitel                                       | Erstausstrahlung | Regie                   | Drehbuch                                       | Zuschauer             |
| --- | --------------------------------------------------- | ---------------- | ----------------------- | ---------------------------------------------- | --------------------- |
| 1   | Die Drei von der Müllabfuhr – Dörte muss weg        | 29. März 2019    | Edzard Onneken          | Barry Thomson, Christian Krüger                | 4,37 Mio. (14,6 % MA) |
| 2   | Die Drei von der Müllabfuhr – Baby an Bord          | 5. Apr. 2019     | Bettina Schoeller Bouju | Sebastian Bleyl, Christian Krüger              | 3,68 Mio. (12,4 % MA) |
| 3   | Die Drei von der Müllabfuhr – Mission Zukunft       | 29. Mai 2020     | Hagen Bogdanski         | Toks Körner, Christian Krüger, Sebastian Bleyl | 4,57 Mio. (16,0 % MA) |
| 4   | Die Drei von der Müllabfuhr – Kassensturz           | 5. Juni 2020     | Hagen Bogdanski         | Christian Krüger, Sebastian Bleyl              | 5,29 Mio. (17,5 % MA) |
| 5   | Die Drei von der Müllabfuhr – Die Streunerin        | 7. Mai 2021      | Hagen Bogdanski         | Gernot Gricksch                                | 4,42 Mio. (14,1 % MA) |
| 6   | Die Drei von der Müllabfuhr – Operation Miethai     | 14. Mai 2021     | Hagen Bogdanski         | Toks Körner Gernot Gricksch                    | 4,65 Mio. (15,3 % MA) |
| 7   | Die Drei von der Müllabfuhr – Zu gut für die Tonne  | 14. Okt. 2022    | Hagen Bogdanski         | Gernot Gricksch                                | 3,84 Mio. (14,2 % MA) |
| 8   | Die Drei von der Müllabfuhr – (K)eine saubere Sache | 21. Okt. 2022    | Hagen Bogdanski         | Julia Drache                                   | 4,22 Mio. (15,9 % MA) |
| 9   | Die Drei von der Müllabfuhr – Altlasten             | 20. Okt. 2023    | Hagen Bogdanski         | Julia Drache Viktoria Assenov                  | 3,46 Mio. (13,7 % MA) |
| 10  | Die Drei von der Müllabfuhr – Arbeit am Limit       | 27. Okt. 2023    | Hagen Bogdanski         | Gernot Gricksch                                | 3,43 Mio. (13,6 % MA) |
| 11  | Die Drei von der Müllabfuhr – Der Neue              | 7. März 2025     | Christiane Balthasar    | Gernot Gricksch                                | 3,50 Mio. (14,6 % MA) |
| 12  | Die Drei von der Müllabfuhr – Schutzgeld            | 14. März 2025    | Christiane Balthasar    | Gernot Gricksch                                | 3,46 Mio. (14,2 % MA) |